# Зоопарк Ессегоф
Зоопарк Ессегоф (нім. Tierpark Essehof) — зоопарк у селі Лере (Нижня Саксонія). Розташований за 15 км від Брауншвайгу на трасі А2. Парк був відкритий в 1968 році, а з 1991 року він перебуває в приватній власності.
У зоопарку мешкають як місцеві дикі (рисі, олені, сови) та деякі домашні тварини (бики, тогенбурські козли, гвинторогі вівці та ін.), так і екзотичні (страуси, зебри, ватуссі, кенгуру, ему, нанду, альпаки, мари та інш.).

## Зоопарк
Вернер Беллер офіційно відкрив зоопарк у Страсну п’ятницю в 1968 році, і з того часу зоопарк продовжує розвиватися. У 1974 році було побудовано нову кав'ярню, а потім з 1976 по 1978 роки було побудовано нові стійли для тварин і вольєри. У 1988 році було завершено будівництво нового мавпячого будинку. Зоопарк був придбаний Uwe Wilhelm GmbH в 1991 році і продовжує працювати як приватний зоопарк. Після зміни власника, ремонти та добудови продовжували збільшувати кількість експонатів. У 2002 році була відкрита унікальна для Північної Німеччини водна природна стежка, яка включала підводний оглядовий майданчик  на 3 метри (9,8 фута) під поверхнею води  , а також дерев’яну 30-метрову (98,4 фута) довжину. міст. австралієць _було відкрито виставку та оновлено парк оленів у 2007 році 
Уве Вільгельм ГмбХ також володіє сусіднім зоопарком «Ноїв ковчег» у Брауншвейзі.  Зоопарк не отримує жодного державного фінансування. 
Відвідувачі годують тварин

## Тварини
У зоопарку проживає 260 тварин, що представляють 50 різних видів від рідкісних домашніх тварин до тварин з Африки, Австралії та Південної Америки. Деякі з тварин включають раку , кенгуру , єнота , зебру , велику рогату худобу ватуссі , сурикатів , нутрій і гібонів . 
Окрім запланованих годувань, є контактний зоопарк, де відвідувачі можуть познайомитися з тваринами. Також можна придбати корм для годування тварин.